# Херлерия
Херлерия (лат. Cherleria) — род травянистых растений семейства Гвоздичные (Caryophyllaceae), распространённый в арктической Евразии, Кавказских горах, Центральной Азии и на западе Северной Америки.
Род назван в честь швейцарского ботаника и путешественника Иоганна Генриха Херлера.

## Ботаническое описание
Листья линейно-шиловидные или линейно-ланцетные. Цветки пятимерные; чашелистики свободные, тупые; лепестки крупные, белые или отсутствуют; столбиков пестика три. Плод — коробочка, раскрывается 3 створками. Семена гладкие или слегка бороздчатые. Хромосомное число x = 13.

## Виды
Род включает 19 видов:
- Cherleria arctica (Steven ex Ser.) A.J.Moore & Dillenb.
- Cherleria baldaccii (Halácsy) A.J.Moore & Dillenb.
- Cherleria biflora (L.) A.J.Moore & Dillenb.
- Cherleria capillacea (All.) A.J.Moore & Dillenb.
- Cherleria circassica (Albov) A.J.Moore & Dillenb.
- Cherleria dirphya (Trigas & Iatroú) A.J.Moore & Dillenb.
- Cherleria doerfleri (Hayek) A.J.Moore & Dillenb.
- Cherleria eglandulosa (Fenzl) Fedor.[6]
- Cherleria garckeana (Asch. & Sint. ex Boiss.) A.J.Moore & Dillenb.
- Cherleria handelii (Mattf.) A.J.Moore & Dillenb.
- Cherleria langii (G.Reuss) A.J.Moore & Dillenb.
- Cherleria laricifolia (L.) Iamonico
- Cherleria marcescens (Fernald) A.J.Moore & Dillenb.
- Cherleria obtusiloba (Rydb.) A.J.Moore & Dillenb.
- Cherleria parnonia (Kamari) A.J.Moore & Dillenb.
- Cherleria rupestris (Labill.) A.J.Moore & Dillenb.
- Cherleria sedoides L. typus[1]
- Cherleria wettsteinii (Mattf.) A.J.Moore & Dillenb.
- Cherleria yukonensis (Hultén) A.J.Moore & Dillenb.